# Björn Carlberg
Björn Erik Carlberg, född 30 juli 1978 i Stockholm, är en svensk musiker, programledare, dockspelare och radioproducent. 
Han är en före detta medlem i electronicabandet Pluxus. Han hoppade av Pluxus 2003 och började arbeta med radio på Sveriges Radio P3 med radioprogrammet Flipper. Han började året efter att arbeta med julkalendern Allrams Höjdarpaket som dockspelare där han spelade dockan Lipton. 2005 blev han programledare på SVT:s barnprogram Bolibompa. Han medverkade dock bara en kort period under hösten 2005 innan han lämnade programmet. 
Tillsammans med Daniel Eskils skapade han TV-serien Kjell där Carlberg även spelar alla roller. Han har jobbat som producent för radioprogrammet Söndagsskolan i SR P4 tillsammans med Hans Rosenfeldt. 
Carlberg skapade dockserien Operation Klotty som släpptes 2019 på SVT Play. 2019 startade Björn Carlberg gruppen Dockhumor tillsammans med Petter Lennstrand.